# ألفرد بل
أَلْفْرد أكتاف بِلْ (بالفرنسية: Alfred Bel) Alfred Octave Bel ( 1290 - 1364 هـ / 1873 - 1945 م ) هو مستشرق فرنسي.
من آثاره: كتاب «نظرة في الإسلام عند قبائل البربر» (بالفرنسية).